# Mussaendeae
Mussaendeae es una tribu de plantas de la familia Rubiaceae. 

## Géneros
Según NCBI
- Aphaenandra - Bremeria - Heinsia - Landiopsis - Mussaenda - Pseudomussaenda - Schizomussaenda[1]